# Schloss Clagny

Plan von Versailles um 1700 mit dem Schloss Clagny in der Ecke rechts unten

Das Schloss Clagny (französisch Château de Clagny) war ein von König Ludwig XIV. für seine Mätresse Madame de Montespan nahe beim Schloss Versailles errichtetes Schloss. Es stand im Nordwesten des Schlossparks am Étang de Clagny (Teich von Clagny) und am nördlichen Rand des damals kleinen Ortes Versailles.
Der Bau wurde in den Jahren 1674 bis 1684 zunächst nach den Plänen von Antoine Le Pautre und nach dessen Tod 1679 von Jules Hardouin-Mansart errichtet. Die Gartenanlagen des Schlosses wurden von Le Nôtre gestaltet, der den Park auf den Étang de Clagny (Teich von Clagny) ausrichtete, das erste Reservoir, das für den Bedarf des Schlossparks von Versailles angelegt worden war.
Das Schloss gehörte zunächst Madame de Montespan, später zeitweise auch deren Schwiegertochter Louise Bénédicte de Bourbon-Condé, Duchesse du Maine.
Das Schloss wurde schon 1769 wieder abgerissen, um Platz für die Erweiterung des Ortes Versailles zu schaffen. An seiner Stelle steht heute der Bahnhof
Versailles – Rive Droite. Vom Schloss ist nichts erhalten, lediglich die zum Bahnhof führende Impasse de Clagny und die Rue du Parc de Clagny erinnern an den früheren Namen der Örtlichkeit.